# Castellar del Vallés
Castellar del Vallés (oficialmente y en catalán Castellar del Vallès) es un municipio español de la provincia de Barcelona, Cataluña, situado en la comarca del Vallés Occidental.

## Geografía

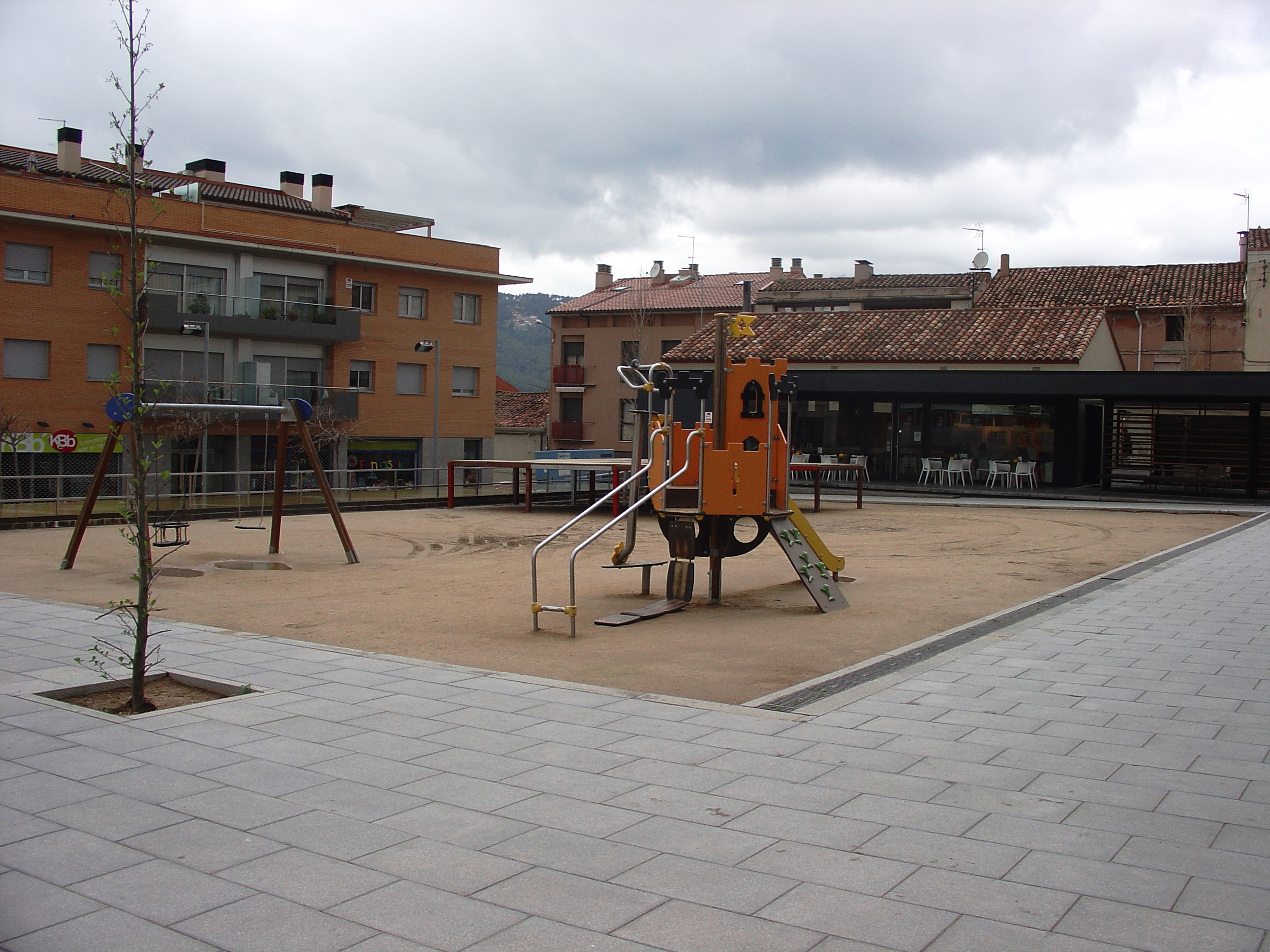
Plaza Calissó, punto de unión en fiestas y lugar de encuentro.

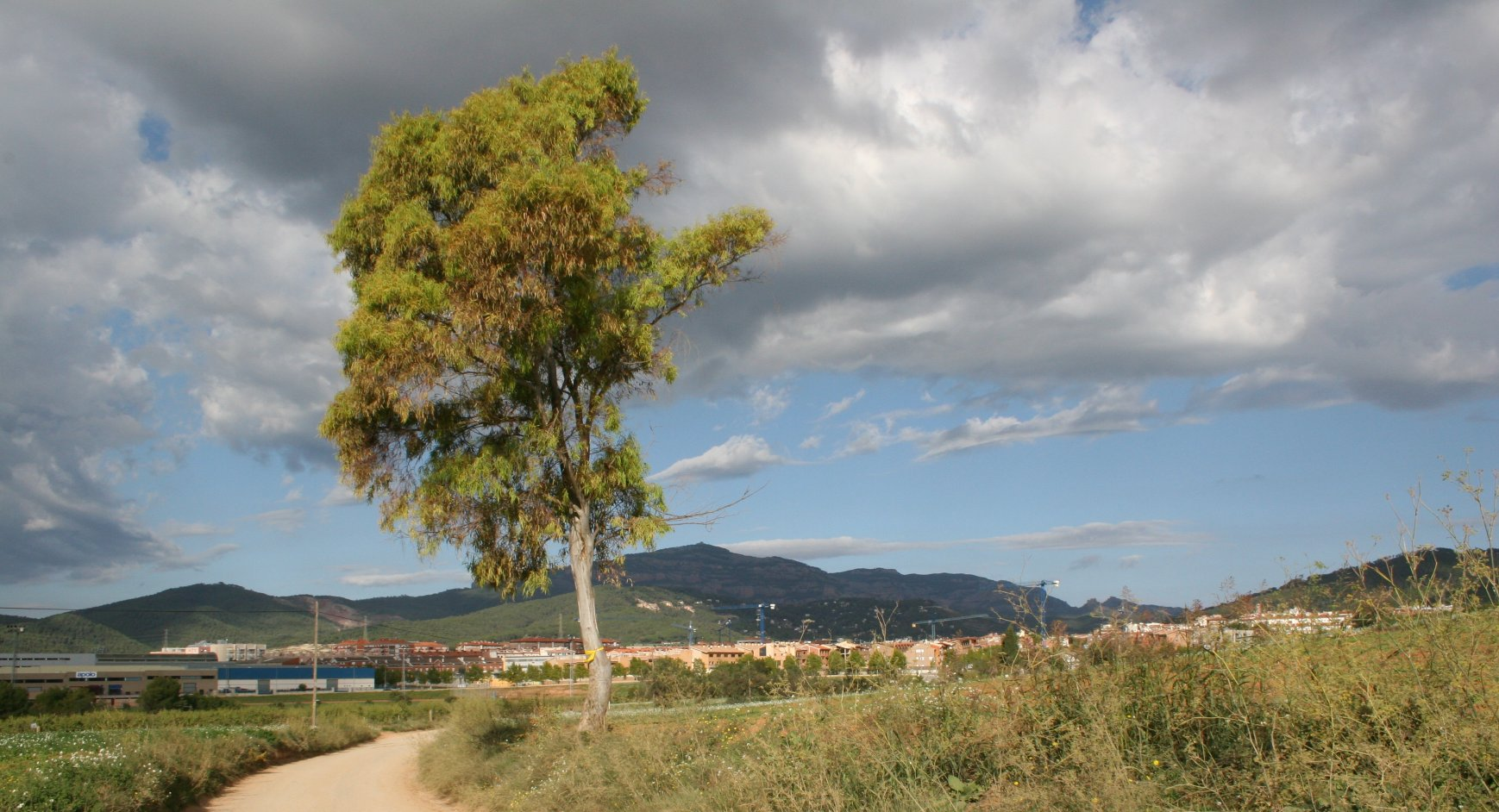
Vista desde los alrededores de Castellar del Vallés con el macizo de Sant Llorenç de Munt al fondo

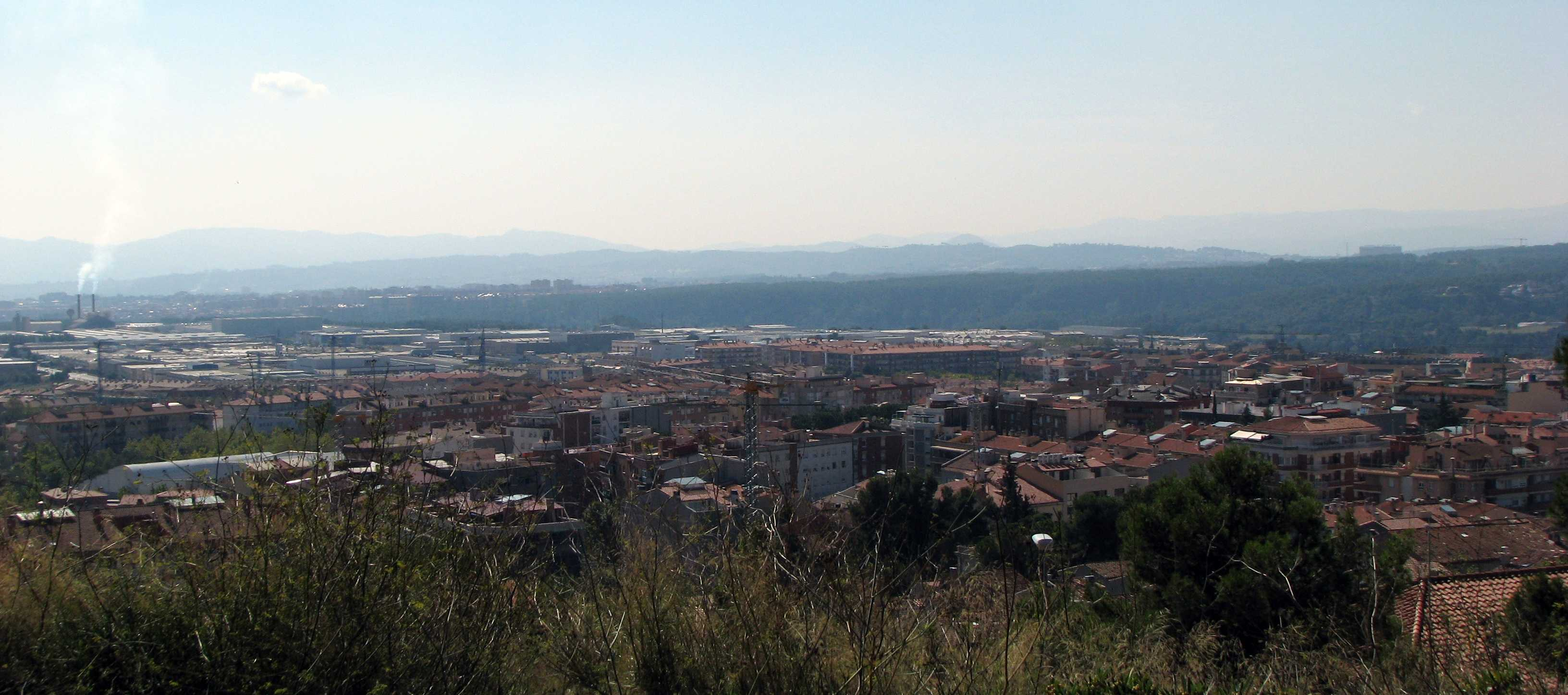
Vista general de Castellar subiendo al Puig de la Creu
.

El término municipal tiene una superficie de 45,17 km² y tiene una altura media de 331 m s. n. m.
Coordenadas UTM
- UTMx 424.014
- UTMy 4.607.721

Castellar del Vallés se encuentra localizada a 7 km de Sabadell y 11 km de Tarrasa, las dos capitales comarcales. El término municipal limita con los siguientes municipios:
| Matadepera | San Lorenzo Savall | San Lorenzo Savall |
| Matadepera |                    | Senmanat           |
| Tarrasa    | Sabadell           | Senmanat           |

## Historia
Los primeros indicios de asentamientos humanos son del 7000 a. C. Existe así mismo evidencia de actividad agrícola en el Neolítico, sobre el 5000 a. C. Se confirma la continuación de presencia humana en el término municipal con posteridad, por una pequeña necrópolis de la Edad del Hierro, formada por una veintena de urnas funerarias datadas en el siglo VII a. C. que fueron localizadas en el Pla de La Bruguera.
En 2005 con motivo de la remodelación del centro de Castellar han surgido hallazgos arqueológicos que confirman la presencia de una ciudad de época romana tardía, con restos funerarios y otros relacionados con actividad agrícola, en los siglos IV y V, posteriormente sustituida por un asentamiento visigótico en los siglos VI al VIII.
Una parte del poblado original de Castellar Vell, excavado entre 1995 y 2001 fue datado en época carolingia, entre los años 800 y 1000. En este mismo lugar, se localizó y excavó un cementerio con 250 enterramientos de los siglos XI, XII y XIII, así como otros hallazgos que permiten afirmar que hubo actividad humana hasta su abandono en el siglo XVIII.

### Catástrofes naturales
En cuanto a las catástrofes naturales, según los registros disponibles, a lo largo del período de 1968-2006 se han producido 181 incendios forestales o conatos de incendio que han afectado el término municipal. Esto supone una media de 4,64 incendios anuales. La superficie quemada durante este período es de 470,8 ha, una media anual de 2,6 ha quemadas por incendios. El mayor incendio que ha afectado a Castellar del Vallés se produjo en julio de 1983, que quemó 75 hectáreas al sector del Sabater Vell. En los últimos 10 años, se han producido 23 incendios, cosa que significa una media de 2,3 incendios anuales y una superficie quemada en total de 5,7 ha. En tan solo dos ocasiones, la superficie ha sido superior a una hectárea, solo enturbiado por la proximidad del gran incendio forestal de San Lorenzo Savall, que se produjo el mes de agosto de 2003, en el que se quemaron 2953,85 ha.
Les nevadas más recordadas son las de 1962, cuando algunas carreteras y viales quedaron sin poderse transitar durante días a causa de la acumulación de nieve, y la más reciente de 2001, con vehículos atravesados en las carreteras principales del municipio.
Sobre las inundaciones, se tiene que destacar la histórica riada de septiembre de 1962, que causó víctimas mortales, sobre todo en Tarrasa, Sabadell y Rubí, y graves desperfectos en la antigua fábrica Tolrà situada en Can Barba, sobre infraestructuras —al puente del Brunet— y en diversas zonas de cultivo situadas en terrazas del río Ripoll y afluentes.

## Símbolos

### Escudo
El escudo de Castellar del Vallés se define por el siguiente blasón:
«Escudo en forma de losanje con ángulos rectos cortado y semipartido: 1.º de gules, un castillo abierto de oro; al 2.º de oro, 4 palos de gules; 3.º cuartelado: 1.º y 4.º de argén, una cruz plena de gules, 2.º y 3.º de oro, 4 palos de gules. Por timbre una corona mural de pueblo.»
Fue aprobado el 14 de enero de 1985.
El ayuntamiento, después de un aumento de población, informó al Departamento de Gobernación de las Administraciones Públicas sobre el cambio de corona para utilizar corona de villa.
El castillo de Castellar, también llamado de Clasquerí, es un señal parlante tradicional referente al nombre del pueblo. Castellar del Vallés era un municipio perteneciente a la corona y tenía el título de «calle de Barcelona», por eso representa las armas de Cataluña (los cuatro palos) y las de la ciudad de Barcelona (combinación de la cruz de San Jorge y los cuatro palos reales).

### Bandera
La bandera de Castellar del Vallés tiene la siguiente descripción:
«Bandera apaisada de proporciones dos de alto por tres de largo, tricolor horizontal, amarillo, rojo y blanco.»

## Topónimo

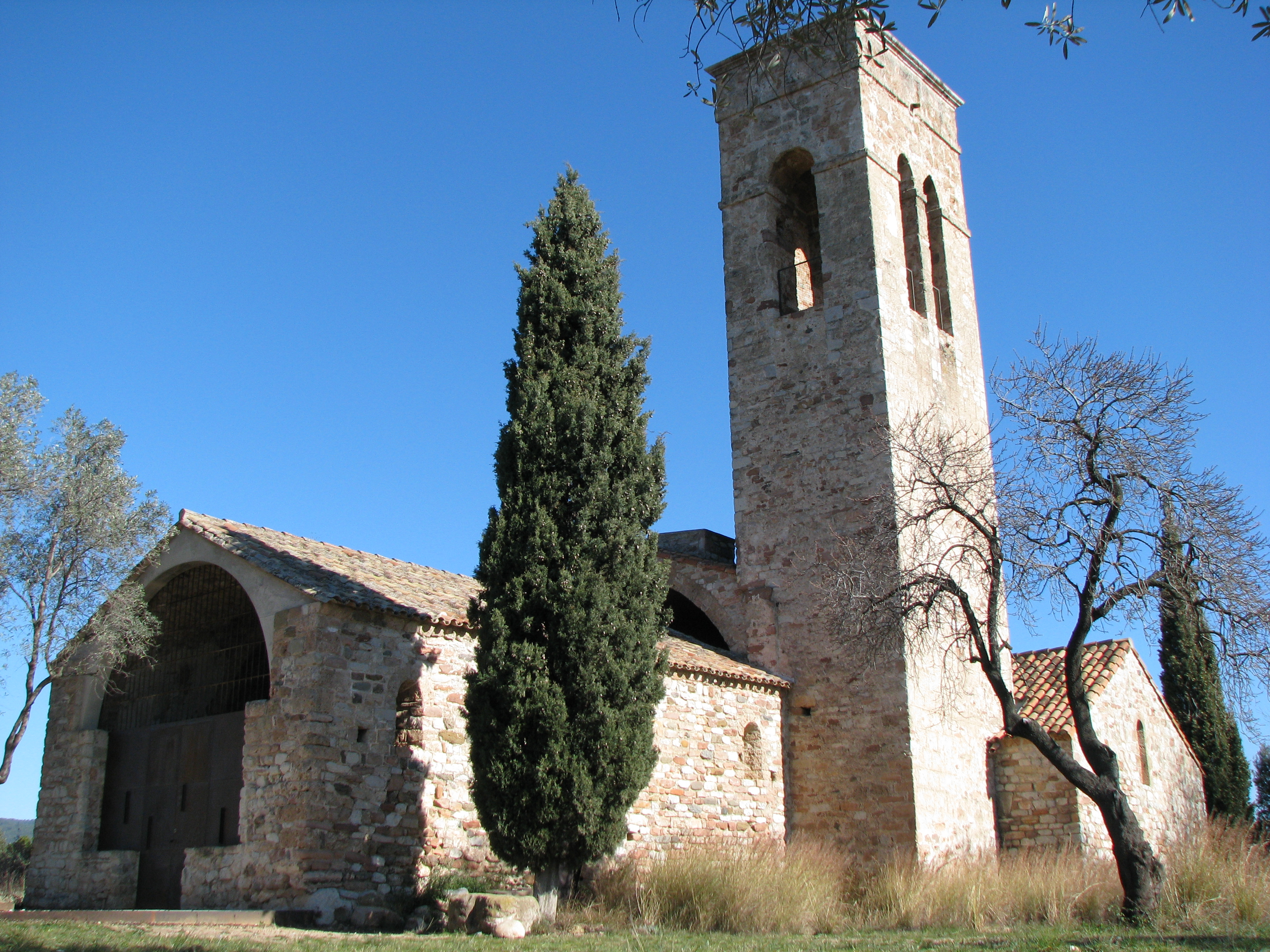
San Esteban de Castellar Vell

Llamada en la Edad Media Castrum Kastellare, posteriormente recibe el nombre de San Esteban de una parroquia del término municipal en el actual Castellar Vell. No obstante, al otro lado del río Ripoll, donde actualmente se halla el pueblo, surge un núcleo de casas que se denominó Sagrera de les Fàbregues. Sagrera posiblemente por la cercanía de dos capillas, la de San Iscle y la de Santa Victoria, y Fàbregues por la presencia a partir de la edad media de pequeñas industrias en el término municipal. En el siglo XVIII aparece como topónimo del pueblo Tolosa, Toloseta o Tolosa de les Fàbregues. A partir del traslado de la parroquia de San Esteban en el año 1773 al emplazamiento actual, el pueblo pasa a denominarse San Esteban de Castellar que se simultánea con Castellar. En 1933 por acuerdo municipal pasa a llamarse Castellar del Vallés, aprobándose el cambio por el Gobierno Civil en 1954.

## Demografía
Castellar del Vallés tiene un total de 24 933 habitantes, de los cuales 12 344 son varones y 12 589 mujeres según datos del INE 2022. En 2021 tenía 24 659 habitantes. La población está distribuida en varias entiades y núcleos de población. La principal de estas entidades concentra a más del 80 % de la población, distribuyéndose el resto entre el núcleo agregado de Sant Feliu del Racó, diversas urbanizaciones y masías diseminadas.

### Entidades singulares de población
Castellar del Vallés está formado por ocho entidades de población.
Lista de población por entidades:
| Entidad de población       | Habitantes (2022) |
| -------------------------- | ----------------- |
| Aire-sol                   | 1030              |
| Les Arenes                 | 12                |
| El Balcó de Sant Llorenç   | 723               |
| Can Font i Can Avellaneda  | 1199              |
| Castellar del Vallès       | 20 232            |
| Els Fruiters i la Virreina | 421               |
| Polígons Industrials       | 42                |
| Sant Feliu del Racó        | 1274              |
| Fuente: INE                |                   |

### Evolución demográfica
Castellar del Vallés cuenta con una población de 25 322 habitantes (INE 2024).
| Gráfica de evolución demográfica de Castellar del Vallés entre 1842 y 2021                                          |
| |
| Población de derecho según los censos de población del INE Población de hecho según los censos de población del INE |

## Economía

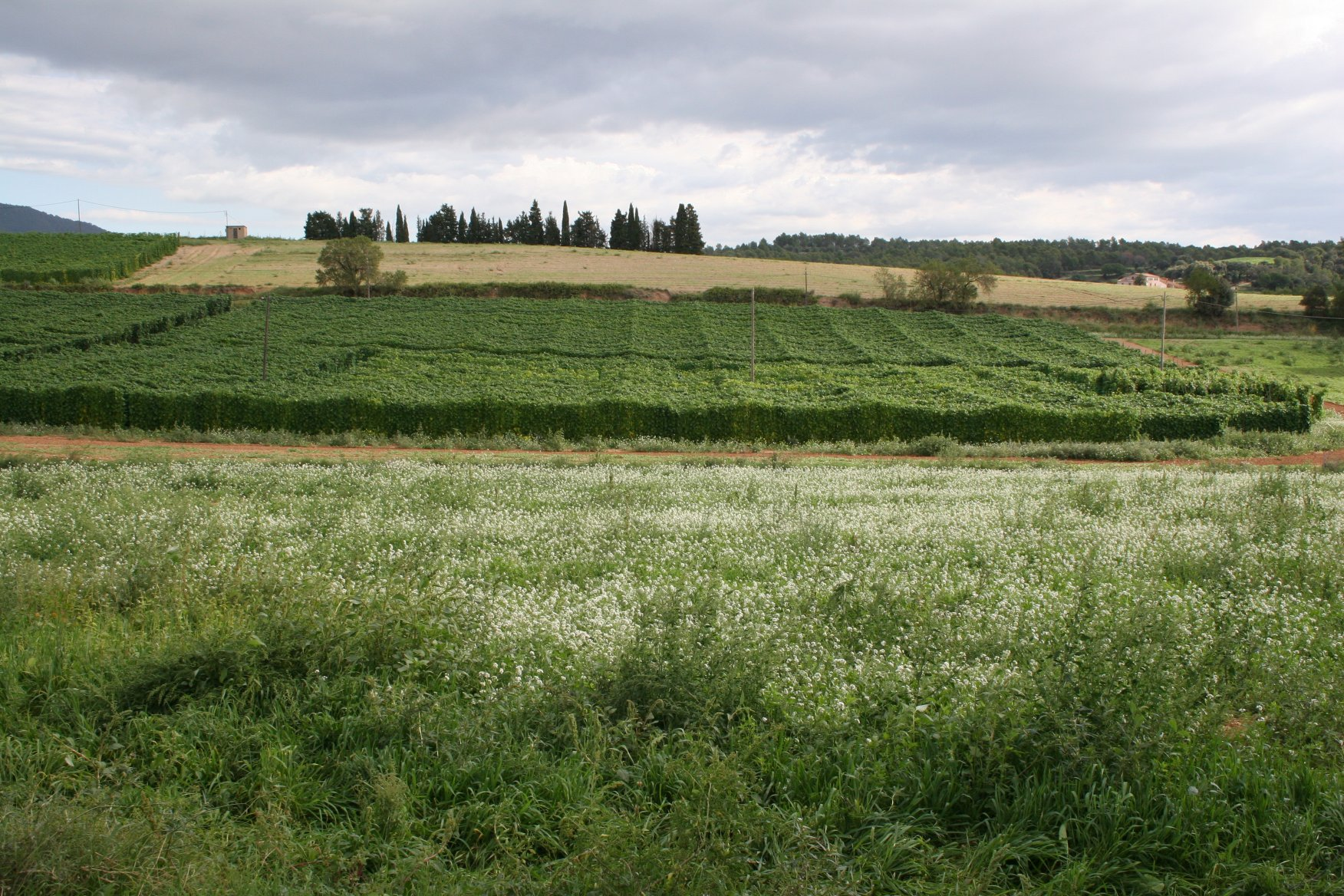
Actividad agrícola y riqueza ecológica de los alrededores de Castellar del Vallés

Tradicionalmente ha sido la agricultura la principal fuente económica de Castellar del Vallés. Se basaba en cultivos mediterráneos típicos (vid, olivo, trigo, frutos secos) complementados por productos de la huerta. En algún momento se introduce el cultivo de fibras vegetales condicionado por la aparición de las primeras manufacturas en el margen del río Ripoll a partir de la Edad Media (lino y cáñamo).
A partir del siglo XIX empieza un proceso imparable de industrialización aprovechando la fuerza del agua del Ripoll, primero manufacturas de la lana, luego de algodón y así hasta el siglo XX en que el desarrollo industrial va convirtiendo las tierras de cultivo en zonas edificadas o polígonos industriales, dejando a la agricultura como actividad económica residual. Surge un sector terciario cada vez más importante, convirtiendo la economía de Castellar en la típica de una sociedad postindustrial.
El desarrollo industrial de Castellar del Vallés ha estado muy unido al de la empresa textil Tolrà, tanto por el número de puestos de trabajo como por las contribuciones de mecenazgo de esta familia a la localidad. El municipio cuenta con dos polígonos industriales donde trabajan 5000 personas (se pueden destacar las empresas del sector metalúrgico y de la madera). Otro sector importante es el de los servicios.

## Comunicaciones
Castellar está comunicada por dos carreteras: la C-1415a, que une la población con Senmanat y Matadepera, y la B-124, siguiendo la antigua vía romana, que la une con Sabadell y San Lorenzo Savall. El transporte público se compone actualmente de líneas regulares de autobuses.
Actualmente, además de la C1 que comunica con Sabadell, y la C3 Sabadell - Castellar - Sant Llorenç Savall, presta servicio la C4 que comunica las urbanizaciones con el pueblo, a excepción de Can Font, que viene servido por un servicio de taxis, previa reserva telefónica. Sagalés ofrece 5 servicios diarios entre Castellar y Sentmenat, solamente uno de ellos llega a Caldes de Montbui. Existen además, varias expediciones de la e1, línea exprés, que sale de castellar, con dirección a Sabadell y Barcelona, y viceversa. Y en cuanto al servicio nocturno, la N65, que tiene 3 expediciones por la noche, que comunica con Sabadell y Barcelona.
Castellar ha estado tradicionalmente mal comunicada con las poblaciones colindantes y especialmente con las cabeceras de comarca. El gran desarrollo económico y poblacional experimentado por la localidad, ha dejado insuficientes las comunicaciones por carretera con Senmanat, Tarrasa y Sabadell. Es posible que esta situación pueda mejorar próximamente con la construcción de la ronda oeste de Sabadell, y el eje del Ripoll, lo que permitiría a muchos castellarenses no tener que pasar por el centro de Sabadell para dirigirse a Barcelona o Tarrasa.
Con la próxima llegada de los Fondos Next Generation provenientes de la UE, la carretera B-124 que comunica Castellar con Sabadell, se destinaran unos 6 000 000 € para su desdoblamiento, incorporación de un carril bici segregado, y la conversión de la C1 en línea BRT (Bus Rápido Tránsito). Las obras deben estar finalizadas antes de 2025.
También parece tomar cada vez más cuerpo la idea de la llegada de una línea de tren de los Ferrocarriles de la Generalidad de Cataluña hasta la localidad.

## Lugares de interés

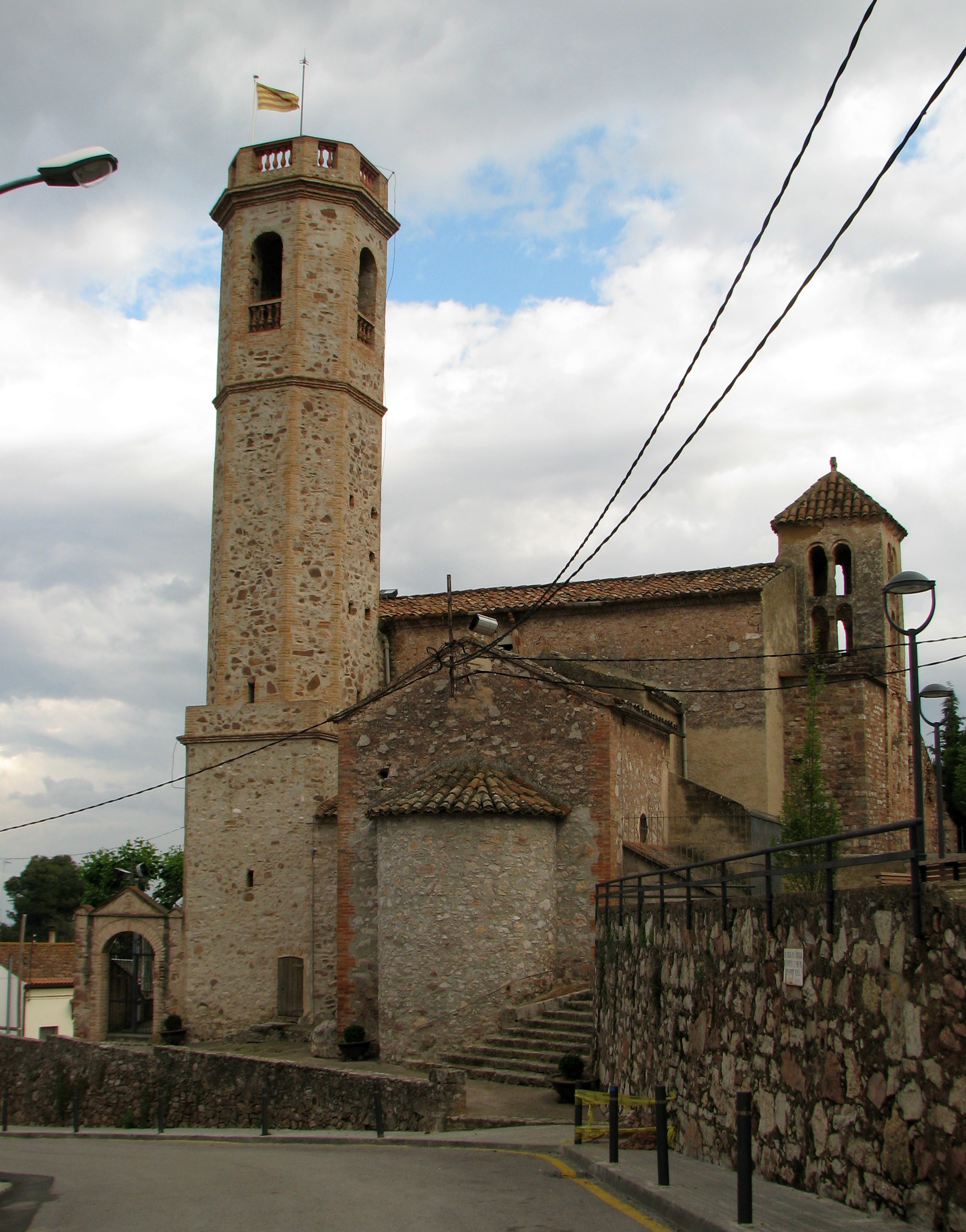
Iglesia de San Félix

Como patrimonio podemos destacar algunos edificios religiosos como:
- Iglesia de San Esteban
- Iglesia de San Félix
- Capilla de Montserrat
- Ermita de Can Sant Pere
- Iglesia del Puig de la Creu
- Ermita de las Arenas.

También cabe destacar:
- Castillo de Clasquerí
- Palacio Tolrà
- El puente viejo, construido en la época romana
- Torre Balada
- Can Turuguet.

## Administración y política
Castellar del Vallés, desde el inicio del actual periodo democrático, hasta las elecciones municipales de mayo de 2007, ha tenido un alcalde de la coalición CiU. Durante la legislatura 1999-2003 y a pesar de contar con mayoría absoluta, Lluís Maria Corominas Díaz llegó a un pacto de gobierno municipal con ERC y PSC. Después de las elecciones de 2003 y con la pérdida de la mayoría absoluta, CiU gobernó durante la legislatura 2003-2007 con ERC, primero con Lluís Maria Corominas Díaz y después con Montserrat Gatell Pérez, mientras que los partidos de izquierdas PSC encabezado por Ignasi Giménez Renom, e ICV-IUA, ejercieron la oposición en el consistorio. Las elecciones de mayo de 2007 significaron un cambio y el PSC ganó las elecciones con 41,25 % de los votos y 10 concejales, apoyo que incrementaron en las elecciones municipales de 2011 con el 50,14 % de los apoyos. Desde entonces (elecciones de 2015, 2019 y 2023), Giménez ha retenido la alcaldía del municipio hasta las actualidad y cuenta con una holgada mayoría absoluta. A raíz de renunciar al cargo el 13 de diciembre de 2024, le sustituye Yolanda Rivera como alcaldesa de Castellar.
| Periodo   | Nombre                                                                         | Partido |
| --------- | ------------------------------------------------------------------------------ | ------- |
| 1979-1983 | Miquel Pont Alguersuari                                                        | CiU     |
| 1983-1987 | Miquel Pont Alguersuari (1983-1986) Josep Arderius Casanovas (1986-1987)       | CiU     |
| 1987-1991 | Albert Antonell Ribatallada                                                    | CiU     |
| 1991-1995 | Albert Antonell Ribatallada (1991-1992) Lluís Maria Corominas Díaz (1992-1995) | CiU     |
| 1995-1999 | Lluís Maria Corominas Díaz                                                     | CiU     |
| 1999-2003 | Lluís Maria Corominas Díaz                                                     | CiU     |
| 2003-2007 | Montserrat Gatell Pérez                                                        | CiU     |
| 2007-2011 | Ignasi Giménez Renom                                                           | PSC     |
| 2011-2015 | Ignasi Giménez Renom                                                           | PSC     |
| 2015-2019 | Ignasi Giménez Renom                                                           | PSC     |
| 2019-2023 | Ignasi Giménez Renom                                                           | PSC     |
| 2023-act. | Ignasi Giménez Renom (2023-2024) Yolanda Rivera Dueñas (2024-)                 | PSC     |

### Elecciones municipales 2015[7]
| Partido (2015)       | votos          | concejales |
| -------------------- | -------------- | ---------- |
| Som de Castellar-PSC | 4792 (45,05 %) | 11         |
| ERC                  | 1750 (16,45 %) | 4          |
| Decidim Castellar    | 1626 (15,29 %) | 4          |
| CiU                  | 1101 (10,35 %) | 2          |
| Cs                   | 508 (4,78 %)   | -          |
| PP                   | 458 (4,31 %)   | -          |
| ICV                  | 293 (2,75 %)   | -          |

### Elecciones municipales 2011[8]
| Partido (2011) | votos          | concejales |
| -------------- | -------------- | ---------- |
| PSC            | 4937 (50,14 %) | 13         |
| CiU            | 1678 (17,04 %) | 4          |
| L'Altraveu     | 927 (9,41 %)   | 2          |
| PP             | 742 (7,54 %)   | 2          |
| ERC            | 468 (4,75 %)   | -          |
| ICV            | 327 (3,32 %)   | -          |
| PxC            | 197 (2,00 %)   | -          |
| SI             | 133 (1,35 %)   | -          |
| Cs             | 118 (1,20 %)   | -          |

### Elecciones municipales 2007[9]
| Partido (2007) | votos          | concejales |
| -------------- | -------------- | ---------- |
| PSC            | 3641 (41,25 %) | 10         |
| CiU            | 2345 (26,57 %) | 7          |
| L'Altraveu     | 782 (8,86 %)   | 2          |
| ERC            | 727 (8,24 %)   | 2          |
| PP             | 408 (4,62 %)   | -          |
| ICV-EUiA       | 400 (4,53 %)   | -          |
| Cs             | 222 (2,52 %)   | -          |

### Elecciones municipales 2003[10]
| Partido (2003) | votos          | concejales |
| -------------- | -------------- | ---------- |
| CiU            | 3935 (44,84 %) | 8          |
| PSC            | 2339 (26,65 %) | 5          |
| ERC            | 1156 (13,17 %) | 2          |
| ICV-EUiA       | 650 (7,41 %)   | 1          |
| PP             | 545 (6,21 %)   | 1          |

### Elecciones municipales 1999[11]
| Partido (1999) | votos          | concejales |
| -------------- | -------------- | ---------- |
| CiU            | 3568 (48,95 %) | 9          |
| PSC            | 1696 (23,27 %) | 4          |
| ERC            | 1034 (14,19 %) | 2          |
| PP             | 488 (6,70 %)   | 1          |
| IC             | 374 (5,13 %)   | 1          |

### Elecciones municipales 1995[12]
| Partido (1995) | votos          | concejales |
| -------------- | -------------- | ---------- |
| CiU            | 3379 (46,40 %) | 9          |
| PSC            | 1495 (20,53 %) | 4          |
| ERC            | 1059 (14,54 %) | 2          |
| PP             | 653 (8,97 %)   | 1          |
| IC             | 576 (7,91 %)   | 1          |

### Elecciones municipales 1991[13]
| Partido (1991) | votos          | concejales |
| -------------- | -------------- | ---------- |
| CiU            | 2576 (45,42 %) | 9          |
| PSC            | 1504 (26,52 %) | 5          |
| ERC            | 524 (9,24 %)   | 1          |
| IC             | 464 (8,18 %)   | 1          |
| PP             | 402 (7,09 %)   | 1          |
| PEC-PCC        | 115 (2,06 %)   | -          |

### Elecciones municipales 1987[14]
| Partido (1987) | votos          | concejales |
| -------------- | -------------- | ---------- |
| CiU            | 2898 (48,62 %) | 9          |
| PSC            | 1754 (29,43 %) | 5          |
| IC             | 735 (12,33 %)  | 2          |
| AP             | 474 (7,95 %)   | 1          |
| ERC            | 99 (1,66 %)    | -          |

### Elecciones municipales 1983[15]
| Partido (1983) | votos          | concejales |
| -------------- | -------------- | ---------- |
| CiU            | 2549 (43,60 %) | 8          |
| PSC            | 1477 (25,27 %) | 4          |
| PSUC           | 895 (15,31 %)  | 3          |
| AP             | 551 (9,43 %)   | 1          |
| ERC            | 361 (6,17 %)   | 1          |

### Elecciones municipales 1979[16]
| Partido (1979)                | votos          | concejales |
| ----------------------------- | -------------- | ---------- |
| Unitat d'Esquerres (PSC-PSUC) | 2509 (47,47 %) | 8          |
| CiU                           | 2391 (45,25 %) | 8          |
| UCD                           | 370 (7,00 %)   | 1          |

## Fiestas y Actividades

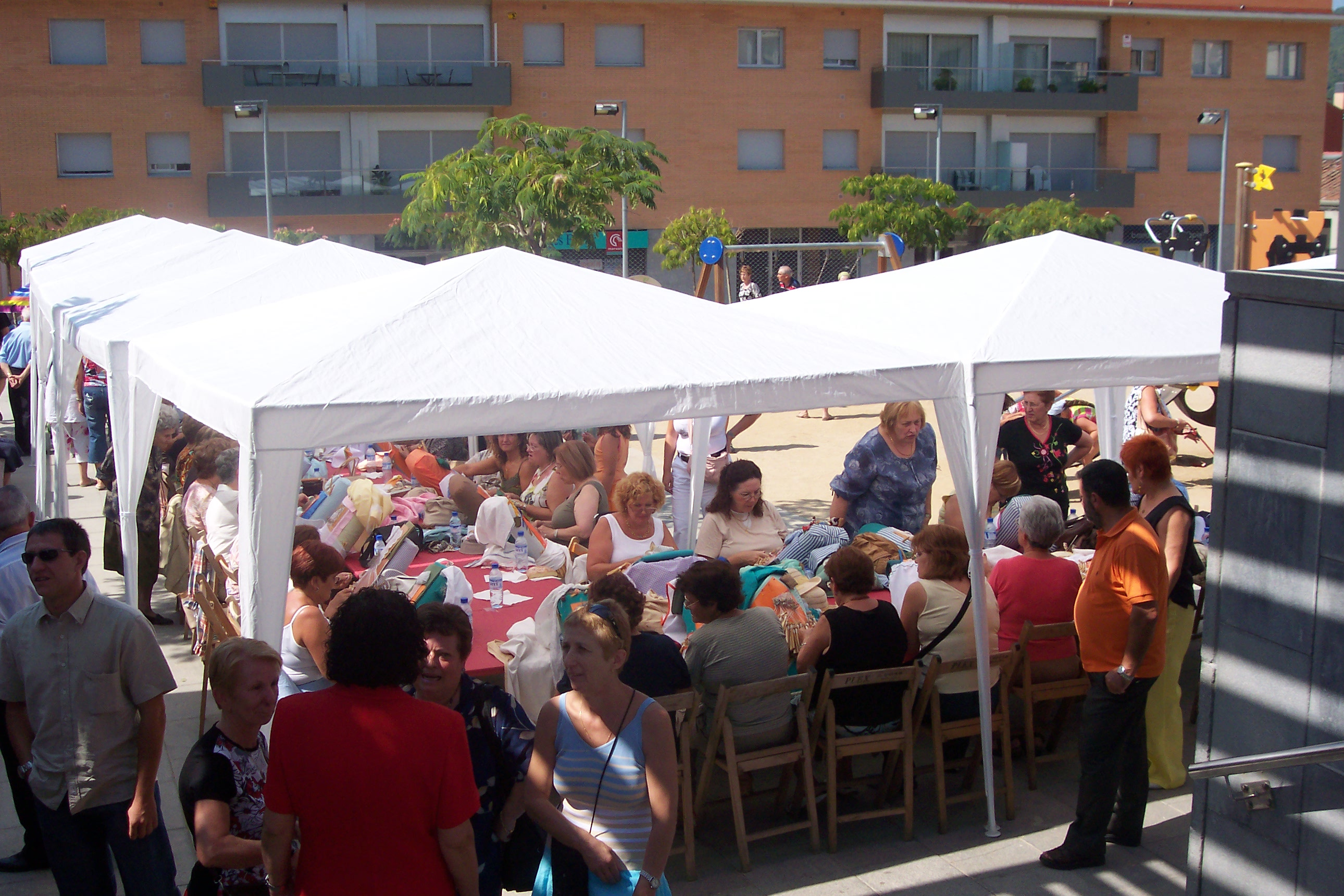
Encuentro de puntaires de Castellar del Vallés en la plaza del Calissó

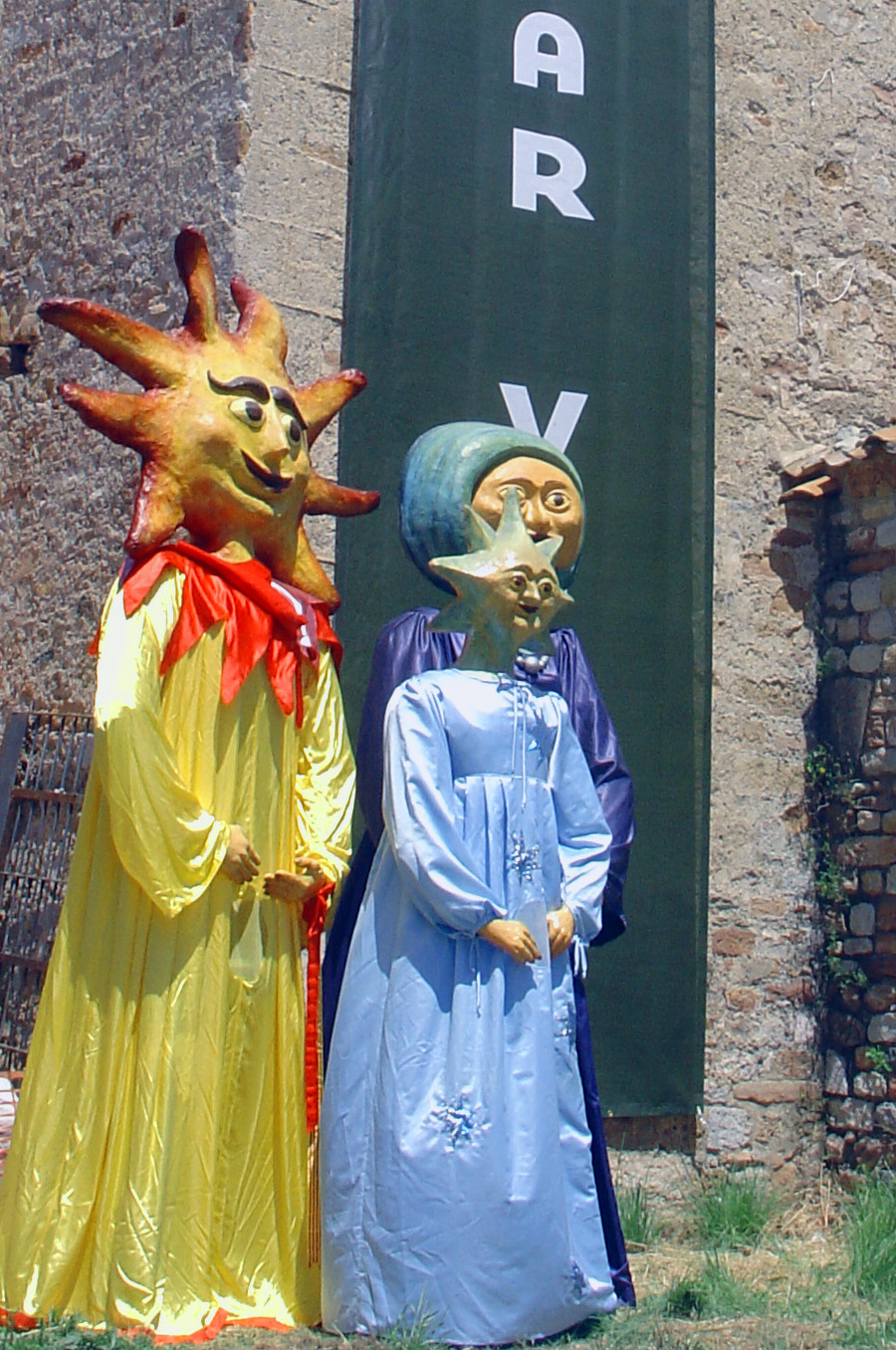
Gigantes de Castellar: Sol, Luna y su hija Estrella

- 19 de marzo: San José. Se realiza una feria de productos alimentarios artesanales en la plaza Major, incluyendo las judías del ganxet cultivadas en el término y muy populares en Cataluña.[17]
- El segundo domingo de mayo se celebra la Caminada Popular por los alrededores del pueblo
- El primer fin de semana de septiembre se suele celebrar el encuentro de los puntaires (encaje de bolillos).
- El segundo fin de semana de septiembre se celebra la fiesta mayor.
- 26 de diciembre: San Esteban patrón de la localidad.
- De inicios de diciembre hasta la Pascua se organiza la feria de pesebristas.
- El año 2007, Castellar fue seleccionada como la ciudad del baloncesto catalán.

## Entidades deportivas
- Club Patinaje de Castellar del Vallés
- Club Hockey Castellar
- Club de Fútbol Castellar
- Club Básquet Castellar
- Athletic04 Castellar Fútbol Sala
- Club Fútbol Sala Castellar
- Club de fútbol sala Atletic Almendra
- Club Atlétic Castellar
- Centro ecuestre Castellar
- Club de tenis Castellar del Vallès
- Club Esportiu Kyokushin Castellar
- Centre Excursionista de Castellar

## Centros educativos
- CEIP Bonavista
- CEIP Emili Carles-Tolrà
- CEIP Joan Blanquer
- CEIP Mestre Pla
- CEIP Sant Esteve
- CEIP Sol i Lluna
- CE La Immaculada
- Colegi El Casal
- IES Puig de la Creu
- IES Castellar
- Escuela municipal de adultos

## Entidades de educación en el tiempo libre
- Aula d'Extensió Universitària per a Gent Gran
- Agrupament Escolta Flor Roja
- Grupo l'Esplai La Sargantana
- Movimiento de Colónias y Esplai de Castellar del Vallés.
- Ball de Bastons de Castellar del Vallés
- Banda de trompetas tambores y Majorettes de Castellar del Vallés
- Colla Castellera de Castellar del Vallés http://capgirats.cat/

## Hermanamientos
Castellar del Vallés está hermanada con cuatro municipios españoles y uno francés:
- Castellar de Nuch,  España
- Castellar del Riu,  España
- Castellar de la Ribera,  España
- Lahiguera,  España, desde mayo de 2006.
- Carcasona,  Francia, desde octubre de 2010.

El hermanamiento con los tres municipios catalanes fue motivado por el hecho de compartir el topónimo, a partir de una iniciativa de principios de los 90, entre 1998 y 2000 se enlazaron los 4 municipios catalanes mediante caminos a pie. El hermanamiento con el municipio de Lahiguera fue motivado por el hecho de que hay muchos inmigrantes de esa localidad llegados durante los años 50 y 70.